# Ordine Nazionale José Matías Delgado
L'Ordine Nazionale José Matías Delgado è un'onorificenza concessa agli stranieri dallo stato di El Salvador.

## Storia
L'Ordine venne fondato con decreto del 14 agosto 1946 per ricompensare quanti si fossero distinti per particolari meriti umanitari, letterari, scientifici, artistici, politici e militari. L'Ordine deve il proprio nome alla figura di José Matías Delgado, medico e dottore conosciuto come Padre della Patria di El Salvador, dal momento che fu uno dei principali leader del movimento indipendentista di El Salvador dalla Spagna.

## Classi
L'Ordine dispone delle seguenti classi di benemerenza:
- Gran Croce con Stella d'Oro
- Gran Croce con Stella d'Argento
- Grand'Ufficiale
- Commendatore
- Ufficiale
- Cavaliere

## Insegne
- La medaglia è composta da una croce greca in argento smaltata di blu sulle braccia, con al termine di ciascuna esse una striscia bianca. Al centro stava un medaglione dorato riportante il volto di José Matías Delgado rivolto verso sinistra in abiti presbiteriali. All'incrocio delle braccia si dipanano delle fiamme dorate. La croce è sostenuta al nastro tramite una corona d'alloro in oro.
- La placca è costituita dalla medesima insegna della medaglia montata su una stella radiante a lame di spada in oro o argento a seconda della classe.
- Il nastro è blu con una striscia bianca per parte.